# St. Laurentius (Niederkastenholz)

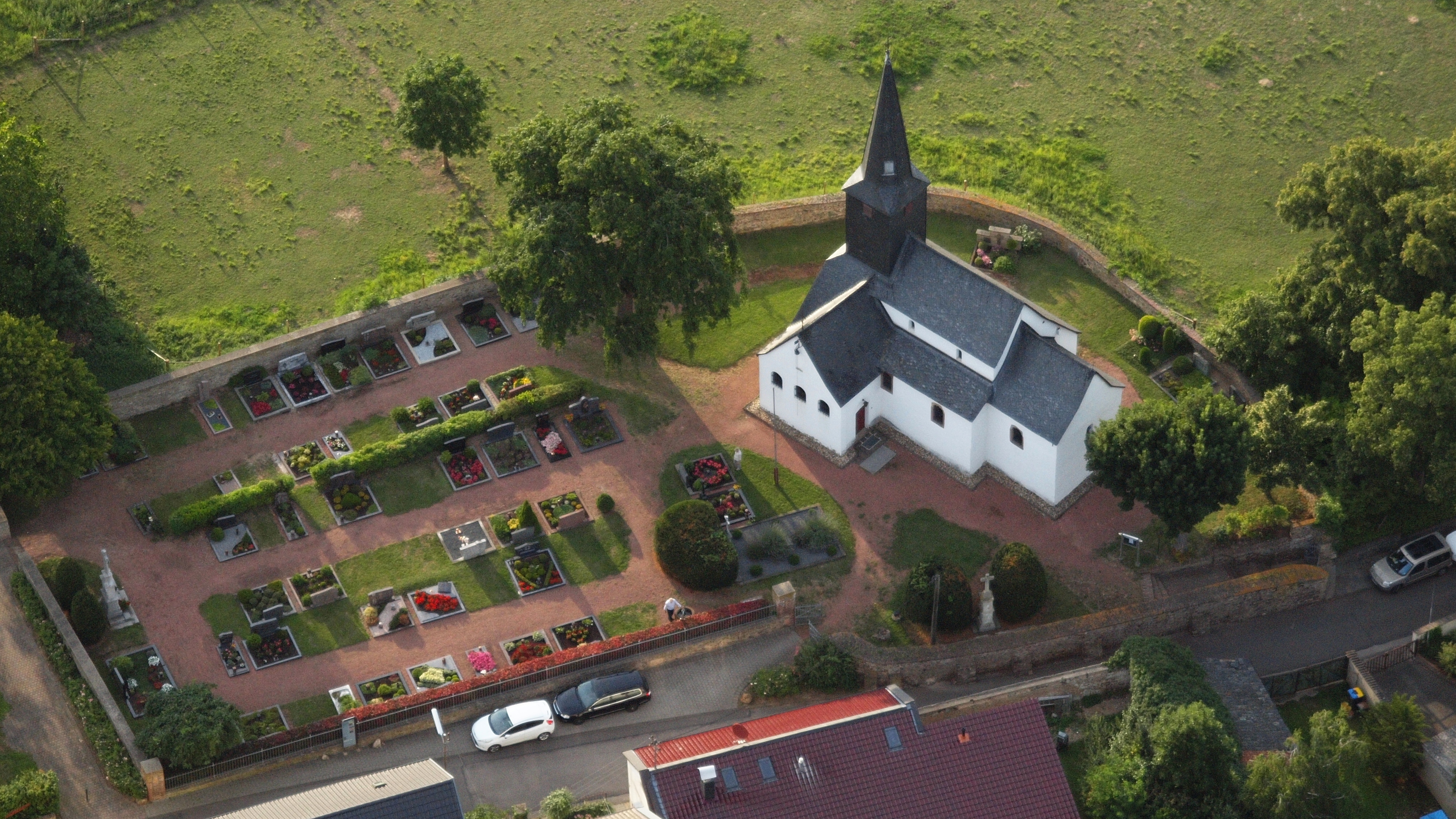
Kapelle St Laurentius in Niederkastenholz, Luftaufnahme (2015)

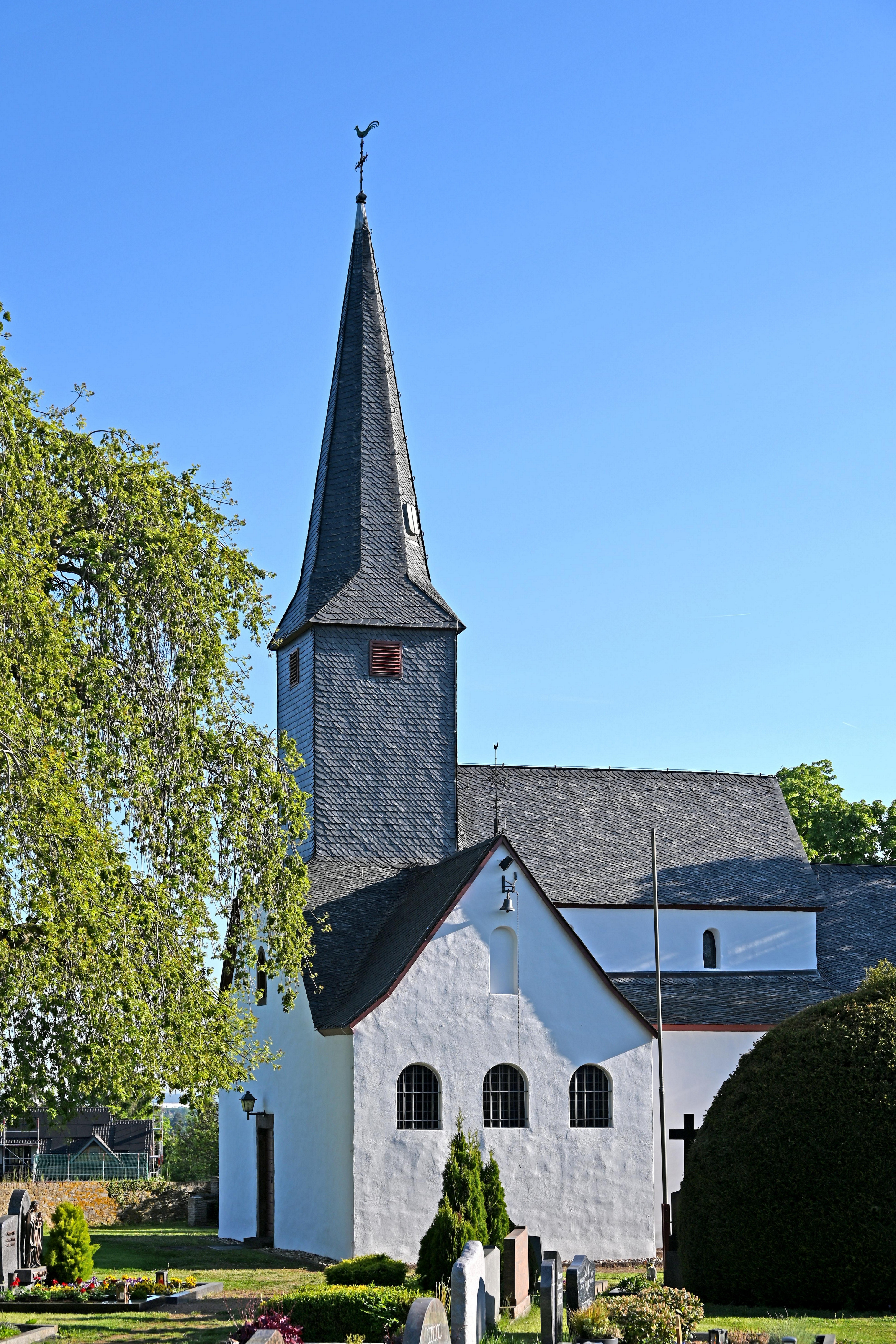
Ansicht von Südwesten

Die katholische Kapelle St. Laurentius in Niederkastenholz, einem Stadtteil von Euskirchen im Kreis Euskirchen in Nordrhein-Westfalen, wurde im Hochmittelalter errichtet. Die dem heiligen Laurentius geweihte Kapelle ist ein geschütztes Baudenkmal.

## Geschichte
Um 1052 übergab das fränkische Königsgut Flamersheim alle Ländereien um Niederkastenholz der Abtei Kornelimünster, unter deren Herrschaft eine Wasserburg und eine Kapelle gebaut wurden. Die genaue Entstehungszeit der Kapelle ist nicht bekannt, sie wird vermutet zwischen dem 11. Jahrhundert und der zweiten Hälfte des 13. Jahrhunderts. Das Baumaterial hierfür besorgte man sich u. a. vom Mauerwerk der römischen Wasserleitung, dem Römerkanal – im Volksmund „Teufelsader“ genannt –, der nördlich von Niederkastenholz verlief und damals inzwischen nutzlos war. Im Mauerwerk der Kapelle finden sich neben Sinterkalk und Grauwacke auch römische Flachziegel und Trassbrocken.

## Architektur

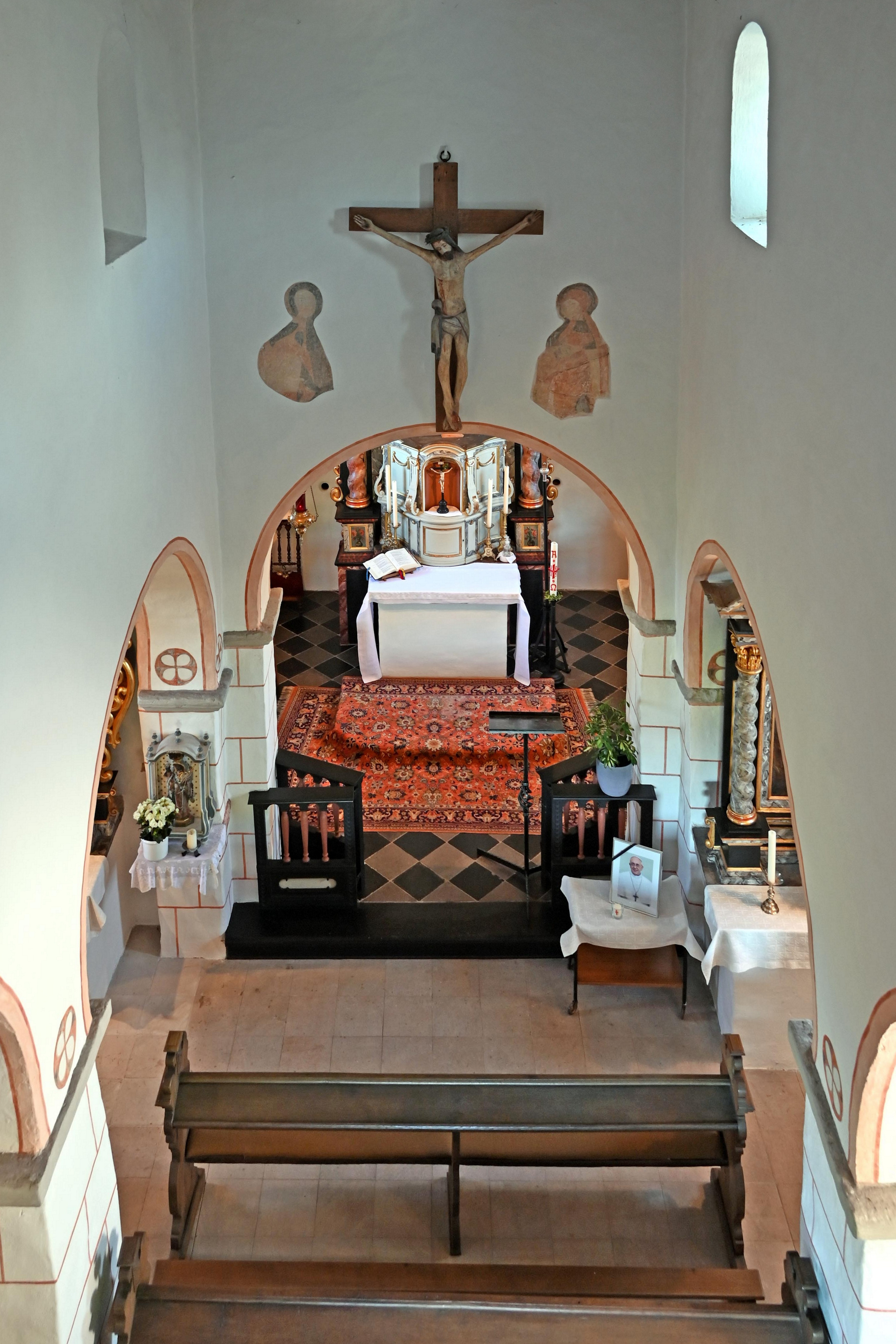
Blick von der Doppelempore

Die Kapelle aus Bruchstein ist verputzt und weiß getüncht. Der dreischiffige Bau besitzt einen eingezogenen, rechteckigen Chor. Über dem Westgiebel des abgewalmten Schleppdaches sitzt ein geschieferter Dachreiter aus dem 18. Jahrhundert, der mit Klangarkaden versehen ist und in einer achtseitigen Pyramide endet.
An der Südseite liegt eine flachgedeckte Vorhalle, die als Sakristei genutzt wird. Hierin ist eine sogenannte Sendbank aus Kalksinter, wo bis Ende des 18. Jahrhunderts der Abt oder ein Klostermönch von der Abtei Kornelimünster jährlich am Nikolaustag Send gehalten hat. Ebenfalls aus Kalksinter des Römerkanals ist die Mensa.
Das schmale Hauptschiff wird durch Schildbögen von den Seitenschiffen getrennt. Die zwei Obergadenfenster im Süden liegen frei, die im Norden werden durch das Dach überfangen und lassen deshalb kein Licht in den Kirchenraum dringen. Die Schildbögen treffen direkt auf den Triumphbogen. Der Chor wird von einem Tonnengewölbe gedeckt.
An der Westwand erhebt sich über die Breite des Mittelschiffs eine zweistöckige hölzerne Doppelempore. Sie wurde vermutlich im 18. Jahrhundert eingebaut.
In den 1950er Jahren wurden bei Restaurierungsarbeiten Reste gotischer Fresken entdeckt. Sie befinden sich über dem Triumphbogen und stellen weibliche Heilige mit Nimbus dar, möglicherweise sind es aber auch Maria, die Mutter Jesu, und der Apostel Johannes. An der Nordseite des Chors haben sich um das gotische Sakramentshaus ornamentale Malereien sowie Fragmente einer weiblichen Heiligenfigur erhalten.

## Ausstattung
Das Retabel des Hauptaltars wurde wohl – zusammen mit den beiden Seitenaltären – um 1690 geschaffen. Im Altar des nördlichen Seitenschiffs befindet sich eine Figur der heiligen Luzia. Der Altar des südlichen Seitenschiffs verfügt über ein Altarbild aus der Barockzeit, es stellt das Martyrium des heiligen Sebastian dar. Darüber steht in einer Nische die Figur des heiligen Cornelius mit Bischofsstab und Bischofshut sowie einem Horn in seiner linken Hand.
Die Schwarze Madonna gelangte 1816 als Schenkung in die Laurentiuskapelle. Sie ist etwa 30 cm hoch und mit Medaillen und Perlen bedeckt. Auf der Rückseite dieser Figur ist zu lesen: „Kündend zu wissen, fry allen Menschen, die dieses Schreiben lesen, daß dieses Mariä Bild samt einem Vorhang eines Altares, worauf das Lamm Gottes vorgestellt ist, das hat die wittib Carlina Müllers wohnhaft in Bonn diesem Gottes Hause im Jahr 1816 gegeben. Und von mir Wilhelm Simonis Custor hiesiger Kapelle am 8ten Dezembris selbigen Jahres zur Zierde ausgesetzt worden. Und selbige Fundatorin ist im jahr 1819 im Herrn entschlafen. Geschrieben Niederkastenholz den 19.Dezembris 1819. Wilhelmus Simonis, Custor.“ In der umgebenden Kirchhofmauer befinden sich einige alte Grabkreuze.

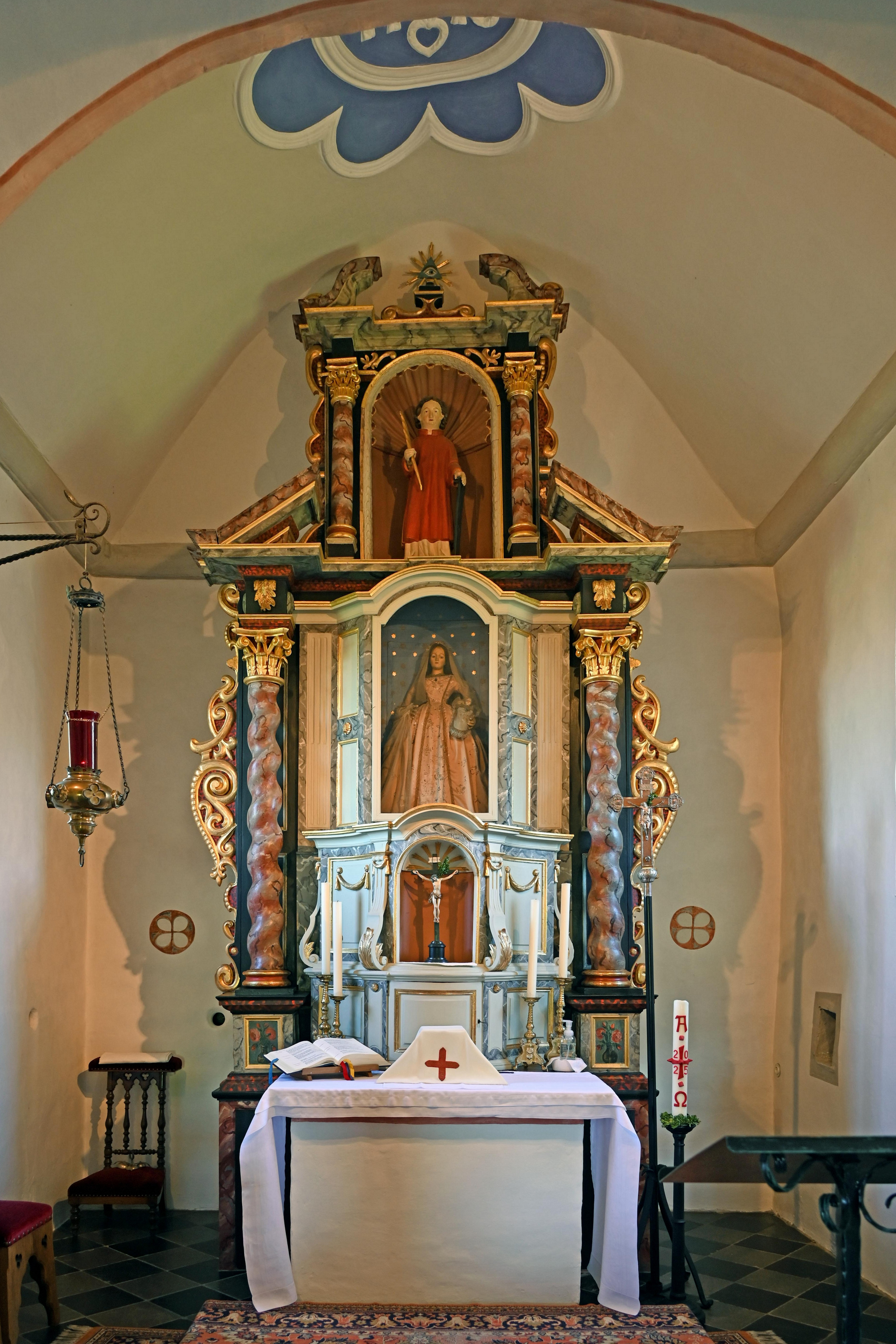
Hochaltar
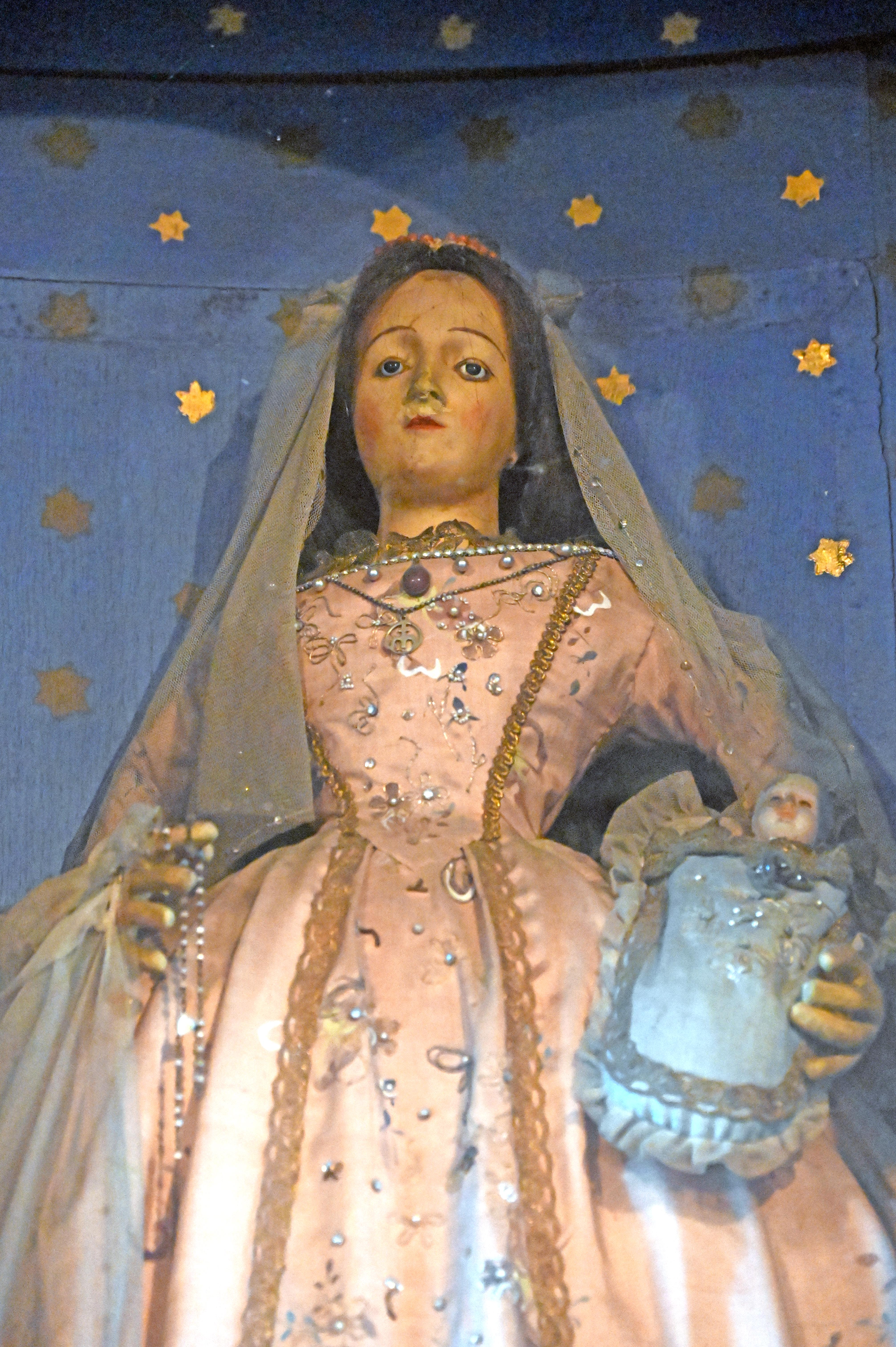
Madonna
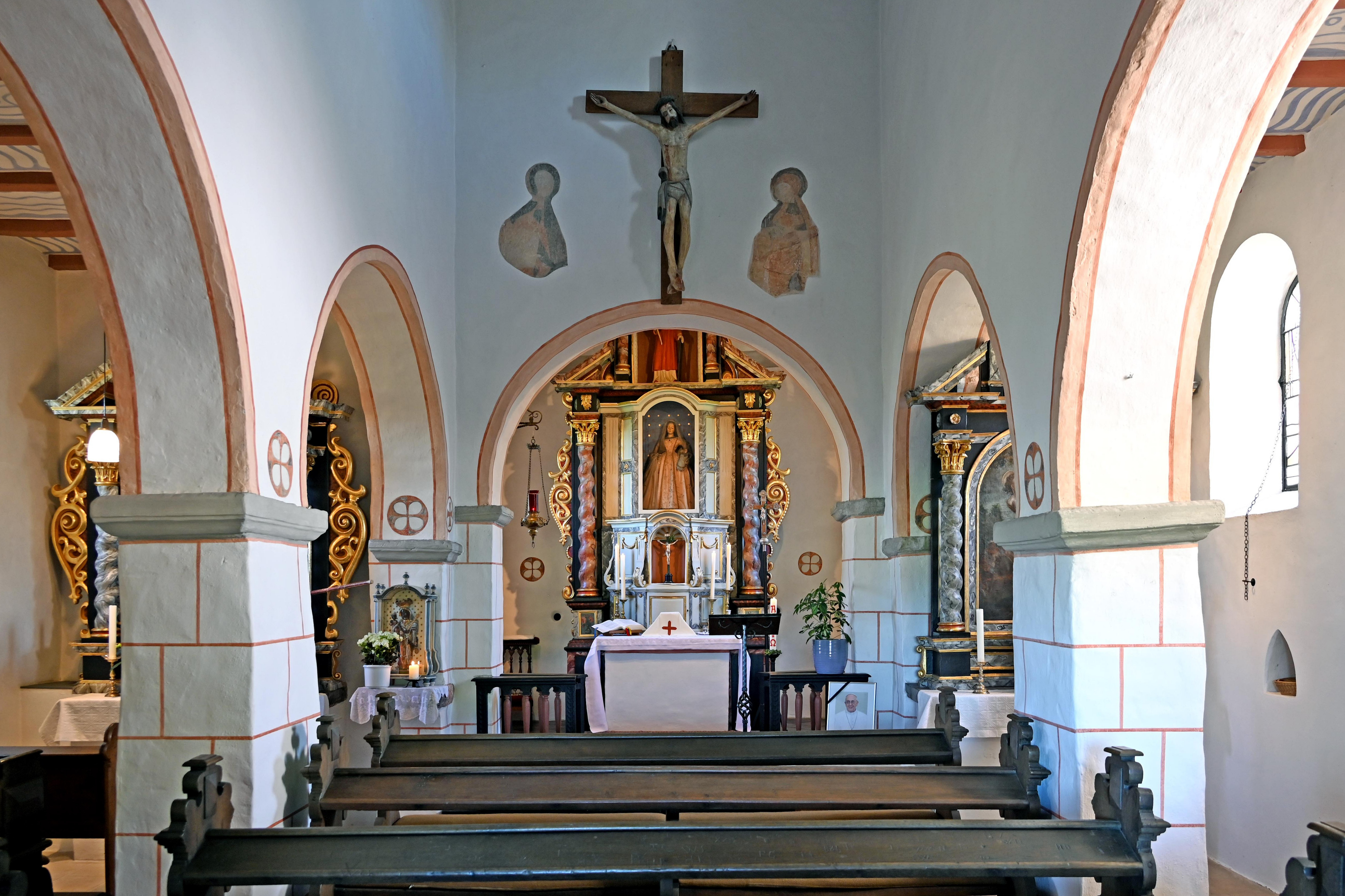
Innenraum
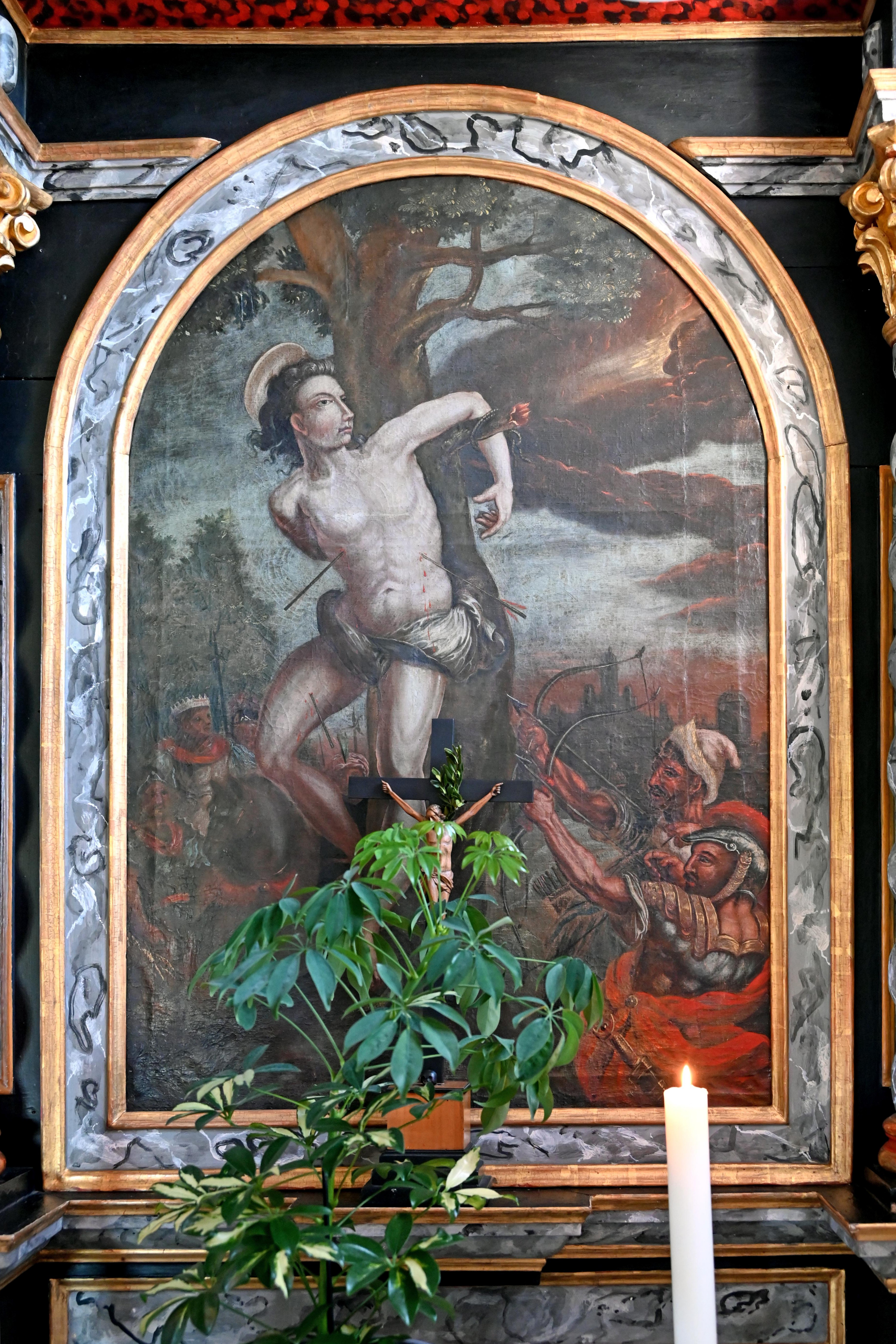
Sebastiansaltar
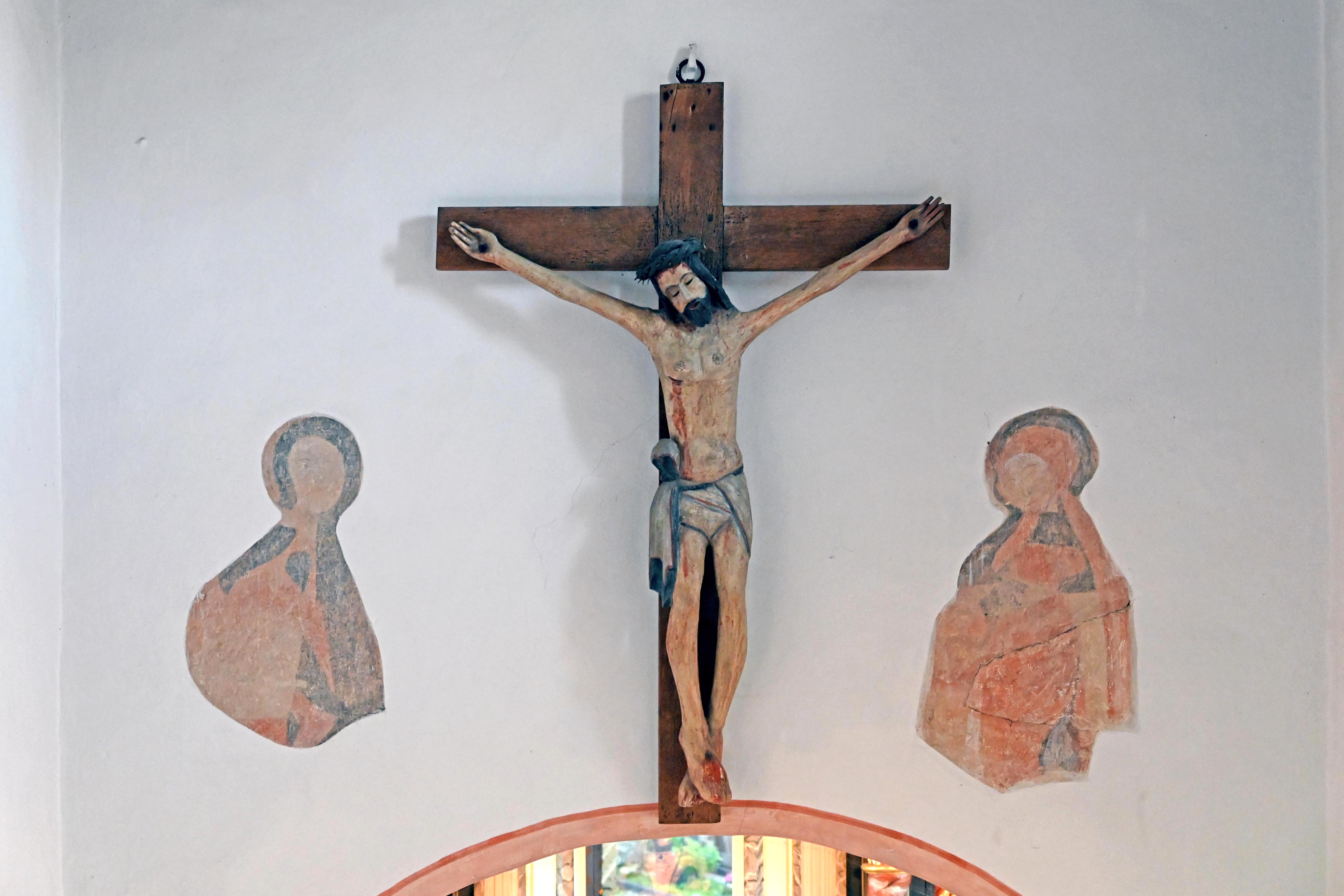
Kruzifix, Freskos
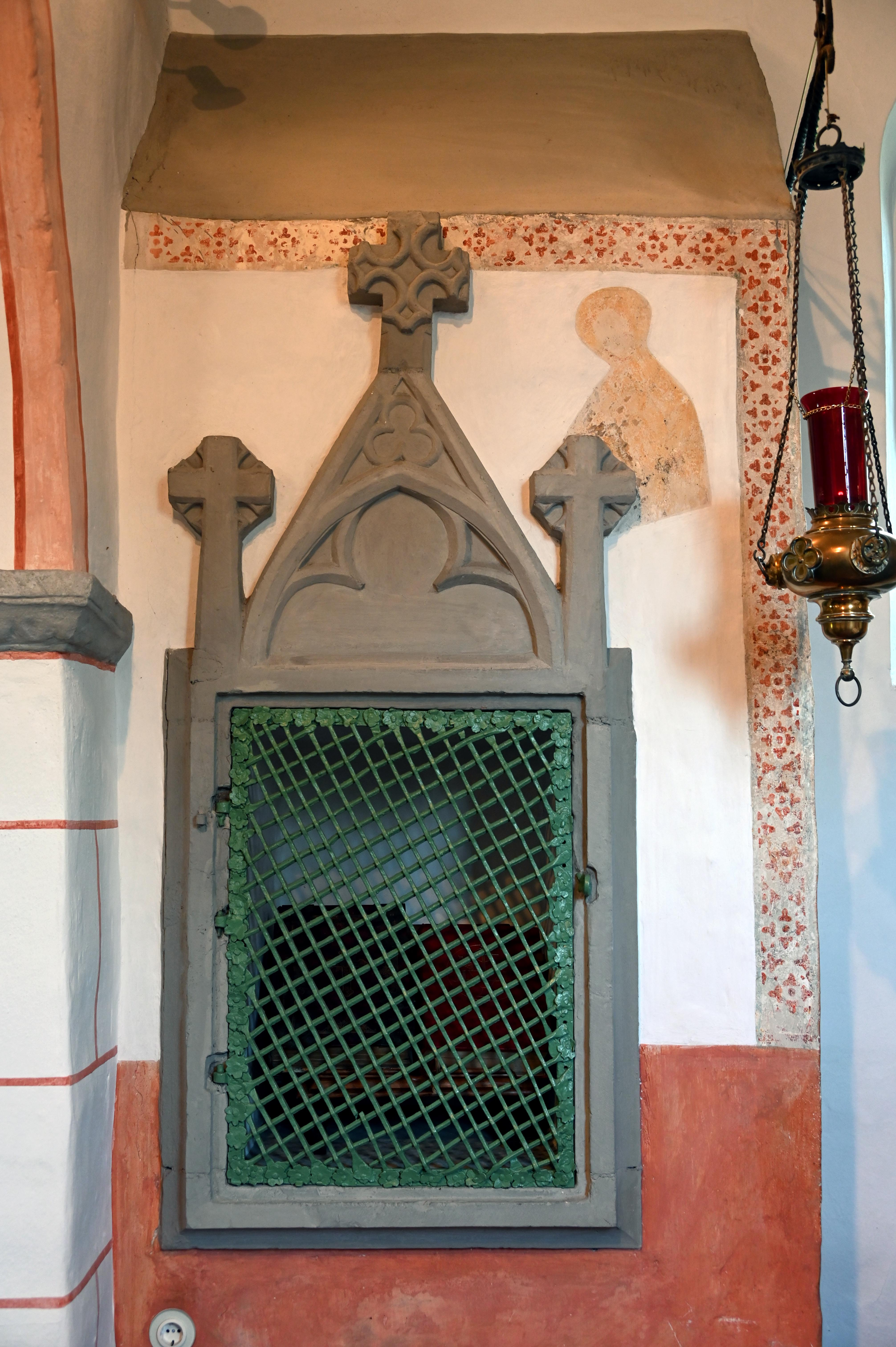
Sakramentshaus

## Glocken
Die beiden Glocken von 1699 und 1723 wurden 1889 durch den Glockengießer Christian Claren aus Sieglar umgegossen.